# Gustavo Salgueiro de Almeida Correia
Gustavo Salgueiro de Almeida Correia (Maceió, 7 juli 1985) is een Braziliaans voetballer.